# Peter Oberender
Peter Otto Christian Oberender (* 14. Juni 1941 in Nürnberg; † 25. Februar 2015) war ein deutscher Volkswirt mit dem Forschungsschwerpunkt Gesundheitsökonomie. Er war bis 2007 Inhaber des Lehrstuhls für Wirtschaftstheorie der Universität Bayreuth. Er war zuletzt noch Direktor der Forschungsstelle für Sozialrecht und Gesundheitsökonomie an der Universität Bayreuth, Direktor des Instituts für angewandte Gesundheitsökonomie (IaG), Wissenschaftlicher Leiter der WDA – Wirtschaftsakademie Deutscher Apotheker GmbH sowie Inhaber und Seniorpartner der Unternehmensberatung Oberender & Partner, eines auf Gesundheitsökonomie und Krankenhausmanagement spezialisierten Beratungsunternehmens.
Peter O. Oberender war zudem Mitherausgeber der Zeitschrift ORDO und Gründungspräsident der Wilhelm Löhe Hochschule für angewandte Wissenschaften in Fürth und Vorsitzender des Kuratoriums der Stiftung Gesundheit.
Außerdem war Peter Oberender von 1999 bis 2005 Mitglied des Wissenschaftsrates, in dessen Arbeitsgruppe Public Private Partnership in der Hochschulmedizin er zuletzt noch Vorsitzender war. Er war Mitglied der Bayerischen Bioethik-Kommission, stellvertretender Vorsitzender des Bundesschiedsamtes für die vertragsärztliche Versorgung und Vorsitzender des Bundesschiedsamtes für die zahntechnische Versorgung und Gründungspräsident der Wilhelm-Löhe-Hochschule in Fürth. Außerdem war er der erste Träger der Gérard-Gäfgen-Medaille der Deutschen Gesellschaft für Gesundheitsökonomie. 2011 wurde Oberender in die Klasse Social Sciences, Law and Economics der Europäischen Akademie der Wissenschaften und Künste aufgenommen.

## Leben
Peter Oberender, Sohn von Ella Oberender, geborene Morath, und des Kaufmanns Ludwig Oberender, studierte Wirtschafts- und Sozialwissenschaften an den Universitäten Erlangen-Nürnberg und München und schloss das Studium 1966 als Diplom-Volkswirt ab. Danach war er wissenschaftlicher Assistent von Ernst Heuss (Universität Marburg), bei dem er 1972 zum Dr. rer. pol. promoviert wurde. Nach Dozententätigkeit in Marburg war er 1967 Guest Scholar bei der Brookings Institution, Washington D.C.
Im Jahr 1980 habilitierte er sich bei Heuss in Marburg und folgte kurz darauf im selben Jahr einem Ruf auf den Lehrstuhl für Volkswirtschaftslehre an der Universität Bayreuth. In Bayreuth begründete er den Studiengang für Gesundheitsökonomie. 1987 bis 1990 war er Mitglied der Enquete-Kommission Strukturreform der gesetzlichen Krankenversicherung des Deutschen Bundestages.
Verschiedene Rufe auf Lehrstühle für Volkswirtschaftslehre an den Universitäten Witten/Herdecke (1986), Freiburg im Breisgau (1990), sowie der Friedrich-Schiller-Universität Jena (1992) lehnte er zugunsten Bayreuths ab. Oberender war Gründungsdekan und Dekan der Wirtschaftswissenschaftlichen Fakultät der Friedrich-Schiller-Universität Jena (1990–1994).
Im Juli 2003 erhielt Peter Oberender die Ehrendoktorwürde der TU Ilmenau.
Am 26. Januar 2007 hielt Oberender offiziell seine Abschiedsvorlesung unter dem Thema Ordnungspolitik – Quo vadis?. Er blieb der Universität Bayreuth weiterhin als Lehrbeauftragter für den von ihm initiierten Studiengang „Gesundheitsökonomie“ verbunden.
Peter Oberender war verheiratet mit Ute Oberender, geborene Englmann, und hatte zwei Kinder. Er starb am 25. Februar 2015 nach kurzer, aber sehr schwerer Krankheit.

## Kernthesen und Kontroversen
Peter Oberender vertrat streng marktwirtschaftliche Positionen in der Gesundheitspolitik. So stellte er die paritätische Finanzierung der gesetzlichen Krankenversicherung in Frage, indem er darauf verwies, dass der „sogenannte Arbeitgeberanteil Lohnbestandteil ist“. Er kritisierte die Budgetierungen im Gesundheitswesen als „künstliche Eindämmung eines möglichen Marktwachstums im Gesundheitswesens“ und forderte die „Umorientierung von einer Politik der Planwirtschaft hin zu einer marktwirtschaftlichen Gesundheitspolitik bei einem ausreichenden Schutz ökonomisch Schwacher und chronisch Kranker“.
In seinem Buch „Wachstumsmarkt Gesundheit“ stellte er die These auf, dass das Gesundheitssystem eine potentielle Wachstumsbranche sei, da der medizinische Fortschritt und die demographiebedingte Alterung der Gesellschaft in Kombination mit einer außerordentlich hohen individuellen Wertschätzung der Gesundheit in einer Marktwirtschaft zu einem überproportionalen Wachstum des Anteils der Gesundheitsausgaben am Volkseinkommen führen solle. Die Bindung der für das Gesundheitssystem zur Verfügung gestellten Mittel an die Lohnsumme führe zu einer Unterversorgung der Bevölkerung mit Gesundheitsdienstleistungen, weil die Lohnsumme demographiebedingt weniger wachse als die Kosten.
Mit seinen Positionen stand Oberender in der Kritik von Gewerkschaften und Sozialverbänden.
In einem Interview 2004 schlug Oberender vor, den internationalen illegalen Organhandel wie unter anderem in Indien nach marktwirtschaftlichen Prinzipien gesetzlich zu regeln und damit kommerzielle Organspenden zu ermöglichen sowie das legale Angebot zu erhöhen. Diese Frage wurde im Jahr 2006 im Deutschlandfunk und 2010 im Handelsblatt erneut thematisiert.
Oberender war Mitunterzeichner des eurokritischen Manifests Die währungspolitischen Beschlüsse von Maastricht: Eine Gefahr für Europa (1992) und des Hamburger Appells (2005). Er war einer der 68 Hauptzeichner der Wahlalternative 2013, aus der die zu diesem Zeitpunkt noch vor allem die damalige Währungspolitik kritisierende AfD hervorging.

## Publikationen (Auswahl)
- Industrielle Forschung und Entwicklung. 1973.
- mit anderen: Grundlagen der Mikroökonomie. 1976.
- Marktdynamik und internationaler Handel. 1980.
- als Hrsg. mit Frank E. Münnich: Der Pharmamarkt vor dem Umbruch? Gustav Fischer Verlag, Stuttgart / New York 1987, ISBN 3-437-11165-5.